# Abbon de Fleury
Pour les articles homonymes, voir Abbon et Fleury.
 (décembre 2018).
Saint Abbon de Fleury, né entre 940 et 945 à Orléans et mort le 13 novembre 1004 à La Réole, est un moine bénédictin réformateur, érudit, écolâtre puis abbé de Fleury. Reconnu comme l'un des grands théologiens du Haut Moyen Âge, durant la Renaissance ottonienne, il est également très présent dans les querelles de l'époque entre évêchés et monastères. Il y défend la liberté monastique. Grand voyageur, il visite le Saint-Siège trois fois et rétablit la discipline monastique en plusieurs abbayes. Considéré comme martyr et saint, il est liturgiquement commémoré le 13 novembre.

## Biographie

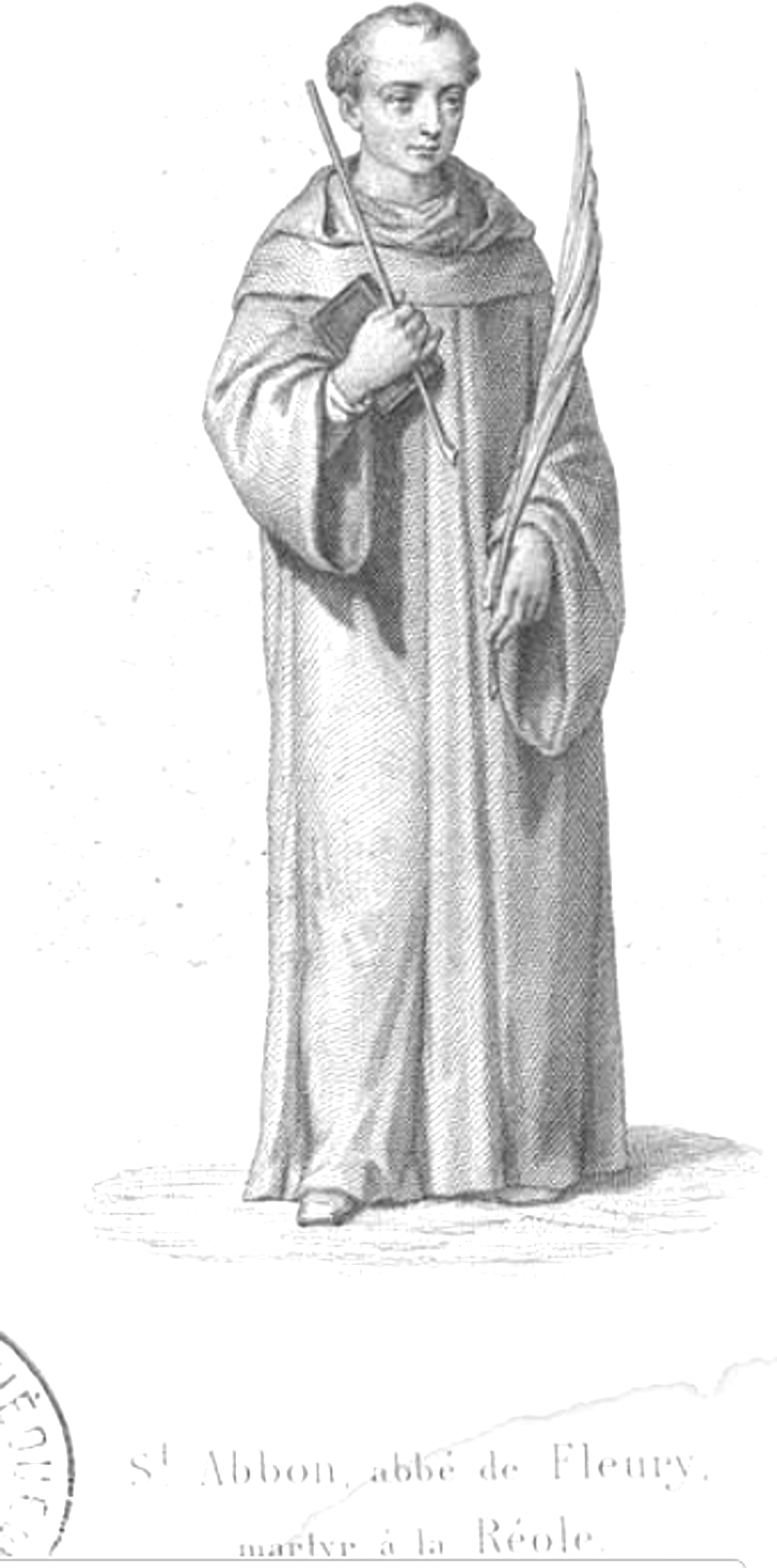
Portrait de 1872.

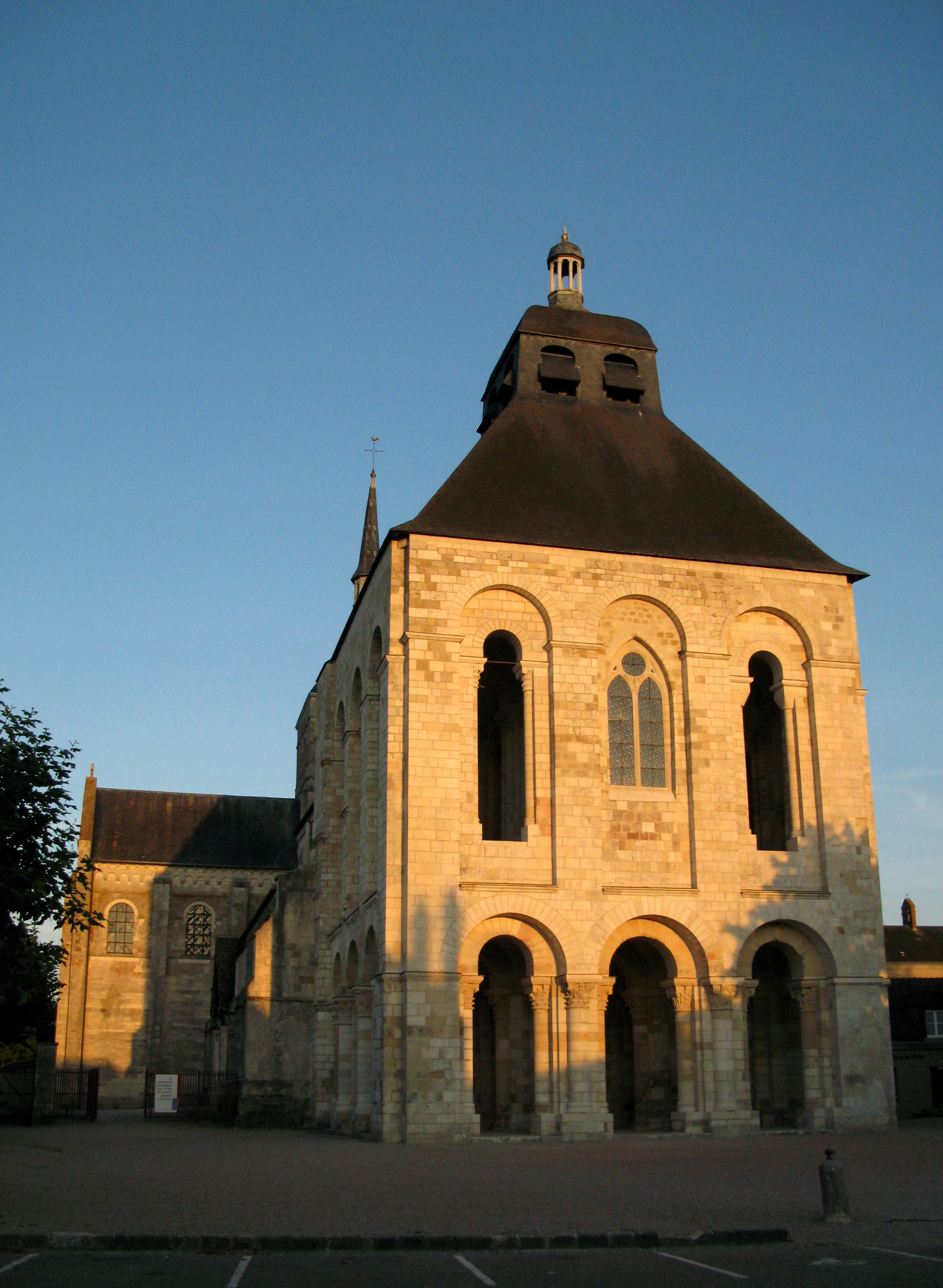
L'abbaye de Fleury à Saint-Benoît-sur-Loire.

Abbon naît entre 940 et 945 à Orléans. Il est envoyé par ses parents faire des études à l'abbaye de Fleury (aujourd’hui Saint-Benoît-sur-Loire) où il reçoit l’habit religieux. Le monastère avait à l'époque la réputation d'être « une des plus glorieuses métropoles intellectuelles du Moyen Âge ». D'élève, Abbon devient vite enseignant en dialectique, arithmétique et grammaire (c'est-à-dire langues, belles-lettres et auteurs de l'Antiquité). Ses talents de pédagogue auraient attiré autour de sa chaire plus de cinq mille étudiants. Comme écolâtre, il prit l'initiative d'exiger de chacun de ses étudiants un honoraire annuel de deux manuscrits. Cette pratique est à l'origine de la bibliothèque de Fleury, malheureusement pillée en 1562. Il continue ses études d'arithmétique, de géométrie et d'astronomie à Paris dans l'école fondée par l'egregius doctor Rémi, puis la dialectique à Reims. Il revient ensuite à Orléans où il apprend en particulier la musique. Il approfondit seul la rhétorique et la géométrie.
Une de ses premières publications concerne l'utilisation de l'abacus par Victorius et les règles de la multiplication. Il s'intéresse également à la controverse sur la détermination du jour de Pâques par des calculs mathématiques et astronomiques. Il compose un traité sur le mouvement du soleil et de la lune et un autre sur le cours des planètes.

### Séjour en Angleterre
« Telle était la réputation de Fleury, qu'on y accourait des pays les plus lointains pour y puiser le savoir et la piété »

. En 985, Oswald, évêque de Worchester, qui avait séjourné à Fleury vingt-cinq ans auparavant, demande qu’on lui envoie un savant moine, pour instruire dans la piété et dans les lettres ceux de l’abbaye de Ramsey (Cambridgeshire, Angleterre) qu'il avait fondée en 974 près de Londres. Abbon, qui n’était encore que diacre est choisi pour diriger cette nouvelle école, ce qui suscita « envie et calomnie ». Au lieu d'embarquer à Leuconaüs, actuel Saint-Valery-sur-Somme, il part sur Calais et affronte les vents contraires pour traverser la Manche au milieu des « marsouins et porcs marins », qui étaient la terreur des nautoniers de l'époque car ils annonçaient l'orage.

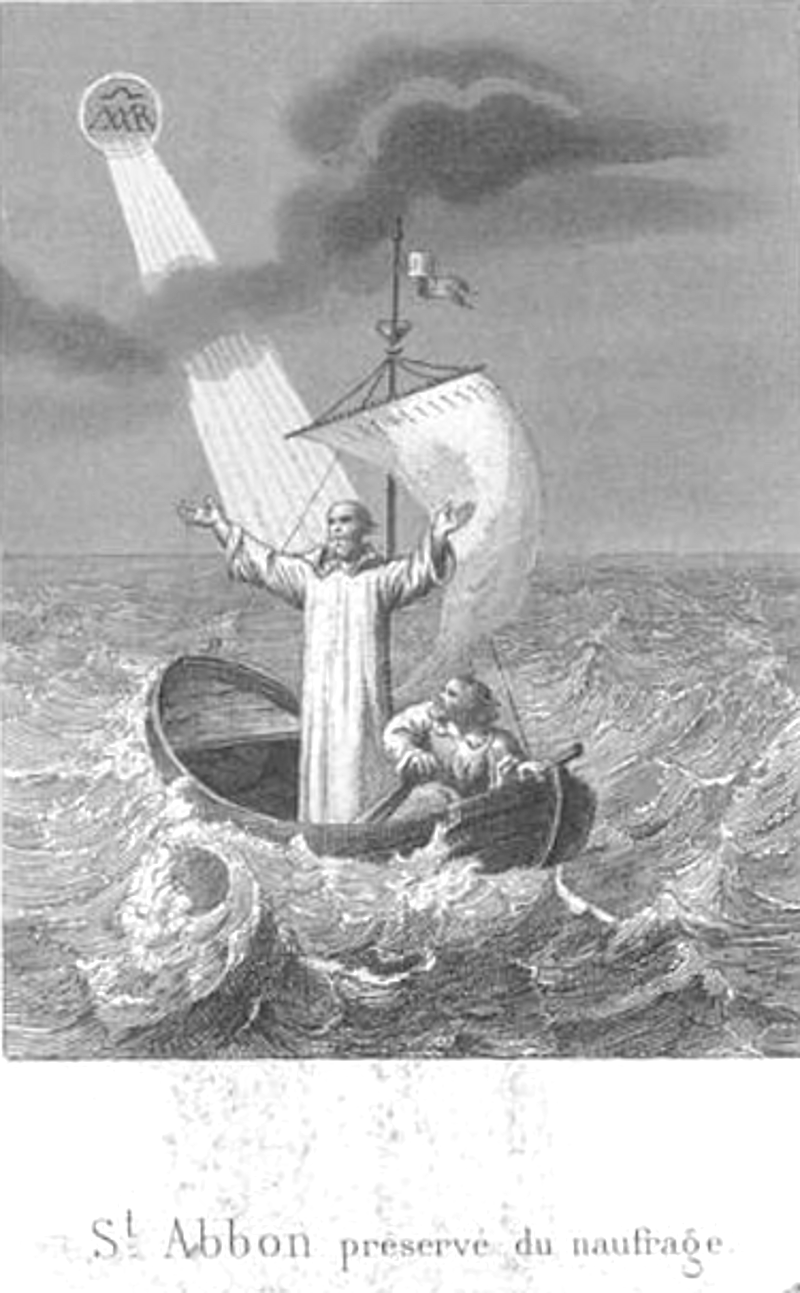
Traversée de la Manche, d'après une gravure de l'Année Mariéno-bénédictine.

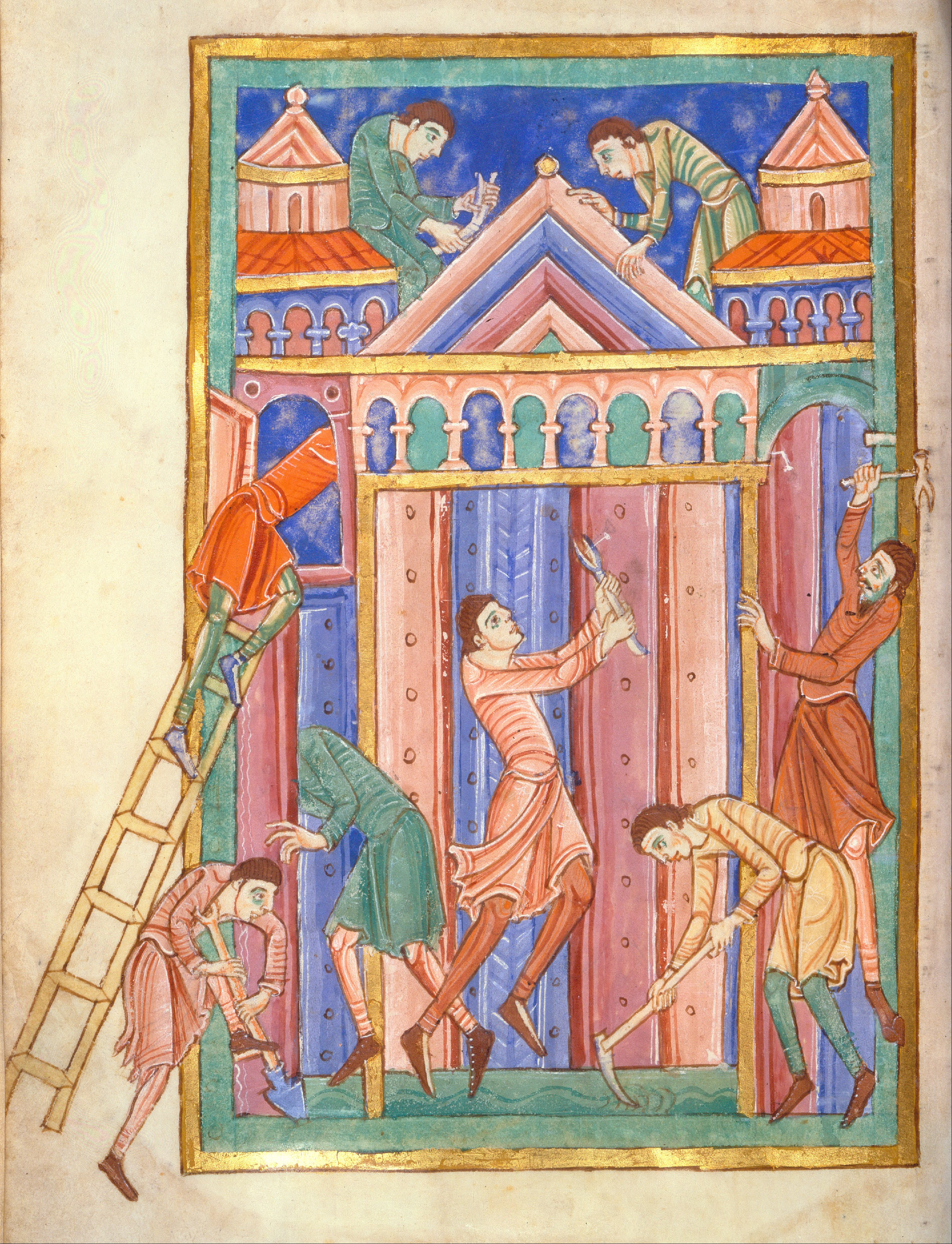
Alexis Master, voleurs pénétrant dans la tombe de saint Edmond.

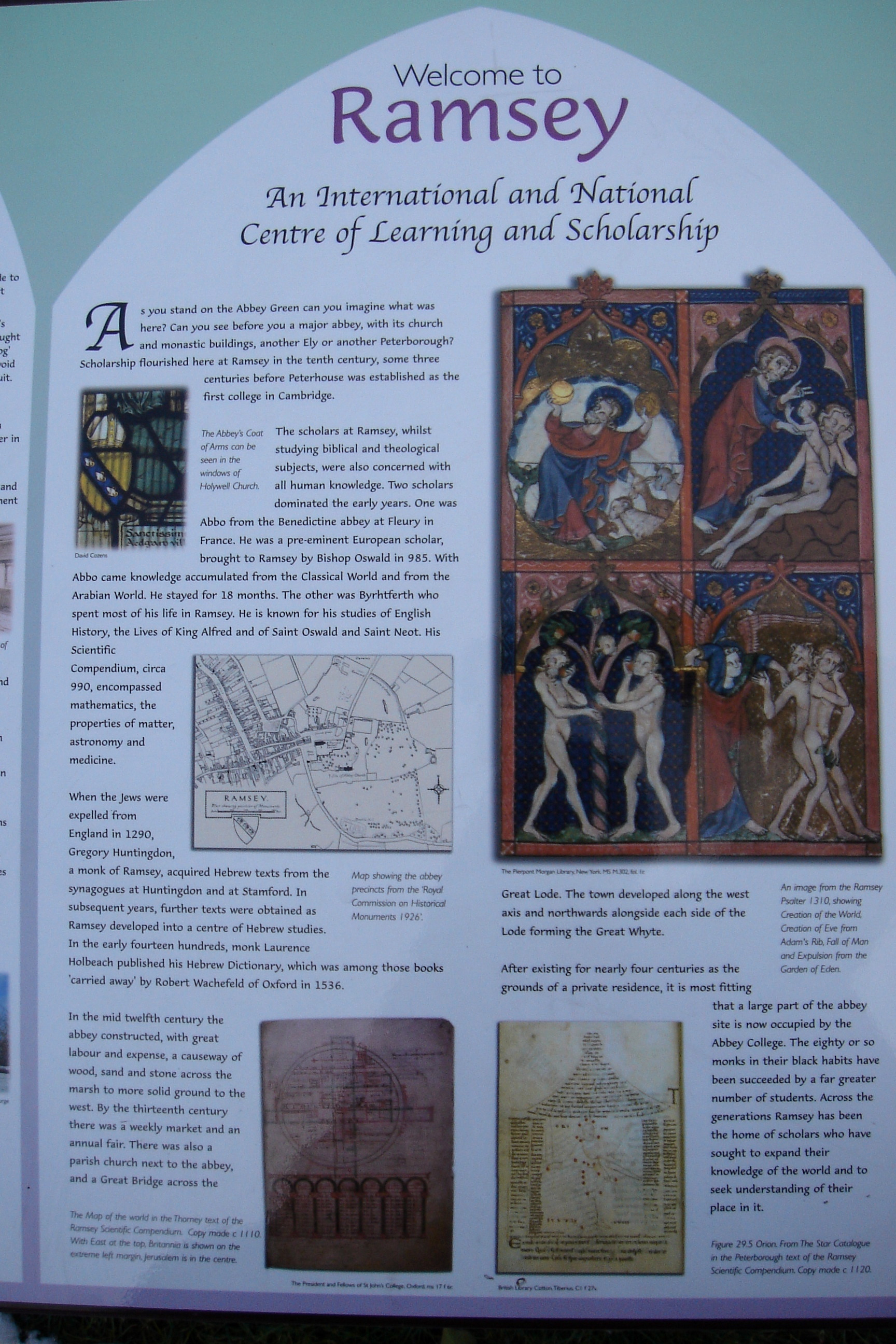
Panneau d'information à l'entrée du centre actuel de Ramsey citant le passage d'Abbon.

À cette époque, Ramsay n'était « qu'une sorte d'île aux eaux poissonneuses, un vaste marais, où l'on ne pouvait pénétrer que par un seul pont » comme l'écrit en latin Abbon dans un petit poème de circonstance de sept distiques. Ce choix de lieux inaccessibles était volontaire, afin de favoriser l'isolement et la mise en culture de nouveaux territoires.
Dès son arrivée, Abbon l'écolâtre érudit organise les études et encourage le travail intellectuel. Il rédige une circulaire intitulée Questions grammaticales sur les quatre conjugaisons, la formation des participes passés, les déclinaisons etc. illustrée de citations de Virgile, d'Horace et autres auteurs latins. Il ouvre des écoles publiques dans plusieurs monastères anglais notamment à Cantorbéry. Son mérite est reconnu par le roi Æthelred le Malavisé ; il est ordonné prêtre peu après son arrivée.
À partir d'enquêtes sur les traditions locales, il écrit son premier essai hagiographique, la Vie de  saint Edmond, roi des Angles et martyr, qui restera à l'état de manuscrit jusqu'au XVIe siècle et a été traduite en français par Robert Arnauld d'Andilly. Il crée d'ailleurs une école dans l'abbaye de Bury St Edmunds où se trouvaient les reliques du martyr dont le corps fut rapporté en France quelques siècles plus tard « par Louis VIII, père de saint Louis et déposé dans la crypte de la Basilique Saint-Sernin de Toulouse, moins quelques parcelles dont une détenue par la cathédrale de Bordeaux ».

### Retour à Fleury
Sur la fin de l’an 987, il revient à Fleury, suivi d'un de ses disciples, Gunfredus. La communauté l’élit abbé pour succéder à Oylbold décédé en 988, soutenu par Gerbert et malgré une intrigue locale appuyée par Hugues Capet et son fils Robert. Sous sa férule, l'abbaye de Fleury devint un « monastère d'élite ». Abbon, qui n'avait cultivé jusque-là que les arts libéraux, se mit à étudier la science théologique et à transcrire les manuscrits grecs et latins et à les illustrer d'allégories bibliques. Il entre en correspondance avec moines, abbés et évêques sur lesquels il exerce une influence décisive. Il encourage Aimoin de Fleury à écrire l'Histoire des Francs. Il condamne les pratiques de la simonie, dans une lettre au futur évêque de Cahors.

« Il étoit continuellement occupé à lire, écrire ou dicter : montrant en cela l’exemple de ce qu’il prescrivoit à ses religieux, à qui il recommandoit l’étude comme étant utile à la piété, & comme une pratique très-propre à les faire avancer dans la voie de la vertu, & à les y soutenir »

Il consacre également du temps à l'administration temporelle de l'abbaye et veille à son bon fonctionnement : il punit par exemple le cellérier qui avait modifié le texte prescrivant aux artisans du monastère de vendre moins cher que les laïcs le produit de leur travail.
Il s'engage avec « modération et délicatesse » dans les querelles entre moines et évêques, à la demande des chanoines de Saint-Martin de Tours. Il écrit un recueil de sentences pour se défendre contre les prétentions d'Arnoul II, évêque d'Orléans proche des capétiens, qui, dans son ouvrage De cartilagine, non content de la juridiction spirituelle sur le monastère de Fleury, exigeait encore que l’abbé se reconnaisse pour son vassal et lui prête serment de fidélité. Il passe alors pour le champion de la liberté monastique face aux prétentions des évêques et reçoit dans son combat l'appui du pouvoir pontifical.

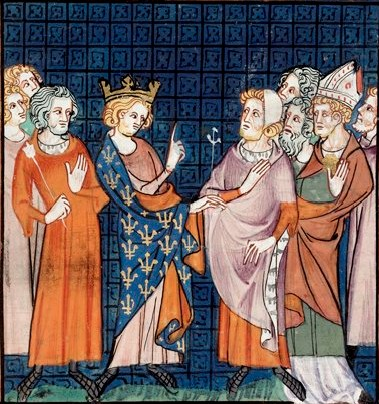
Arnulf au concile de 991.

Au concile de l’abbaye de Saint-Basle en 991, « voyant qu’au lieu de traiter les matières de la foi & de la discipline ecclésiastique, comme on l’avoit annoncé, on parloit seulement d’ôter aux moines & aux laïcs les dixmes qu’ils possédoient, & de les donner aux évêques, il s’y opposa fortement ; & la populace ayant outragé les évêques, qui furent contraints de se sauver sans rien conclure, on rejeta cette violence sur Abbon ». Mais il sut se justifier de l'accusation d'« agitateur » pleinement auprès des princes régnants. Le conflit entre Abbon et Arnulfe s'envenima au concile provincial de 993 qui eut lieu dans le monastère de Saint-Denis : « Peut-on même dire que c'était un concile, puisque loin de concilier les esprits, il a divisé ceux qui auparavant étaient unis ? ».

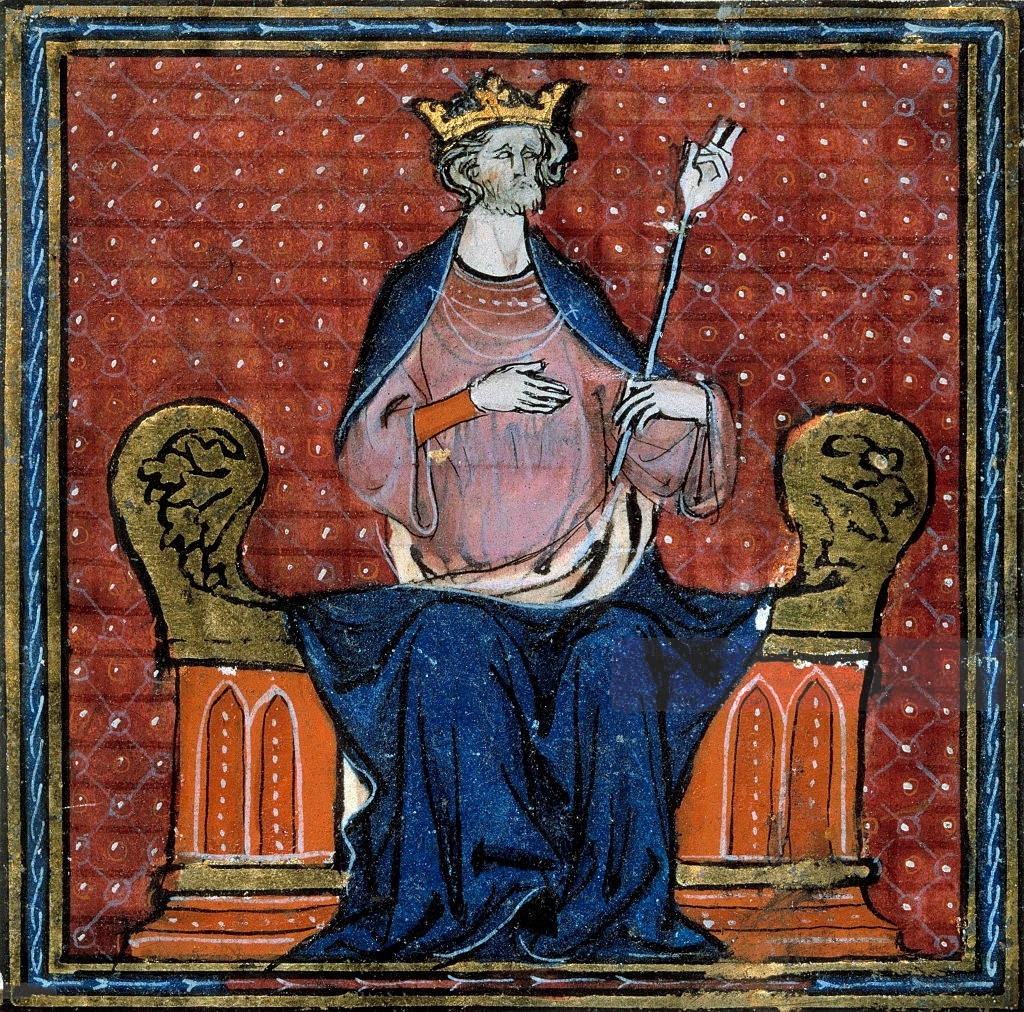
Hugues Capet.

Pour justifier sa lutte contre les prélats, il adresse au roi Hugues Capet et à son fils Robert, qui appréciaient son équité et sa loyauté son Apologie aux rois Hugues et Robert (994), à la mode de Tertullien. Juriste à cette occasion, il propose une vision tripartite de la société, où l'ordre monastique prime. Les trois états différents sont valables pour les femmes (mariées, veuves et vierges) comme pour les hommes (laïcs, clercs et moines). Cet écrit apologétique se trouve imprimé à la tête du recueil de ses lettres, publié en 1687 in-folio, sur les manuscrits de P. Pithou, et imprimé au Louvre avec l’ancien code des canons de l’église romaine ; Abbon tente de persuader les princes qu’ils devaient soutenir les privilèges accordés aux monastères en établissant les devoirs des rois et de leurs sujets, comme aussi les droits de l’ordre monastique, et ce qui regarde les avoués (advocati) ou défenseurs et protecteurs des églises et monastères. Cet ouvrage est un tissu de maximes puisées dans les conciles, les écrits de quelques pères, le Code de Théodose, les Novelles de Justinien, les capitulaires de nos rois, etc.. Le roi lui octroie par la charte datée de l'an 993 de récupérer la propriété usurpée par Arnulfe.
Il prend la défense de l'archevêque de Reims, félon aux yeux du roi des Francs Hugues Capet, en déniant la compétence des prélats pour ce jugement et en affirmant que la question devait être remise au pape. Il devient dès lors le champion du pape face aux prétentions des prélats et des seigneurs et se lie d’amitié avec le pape Grégoire V : il se trouve à Rome au moment du décès d'Hugues Capet le 23 octobre 996. Mais c'est uniquement par la charte du 28 janvier 1296 que le pape Boniface VIII règle que tous les monastères et prieurés conventuels doivent nécessairement dépendre du Saint-Siège.

### Trois voyages à Rome

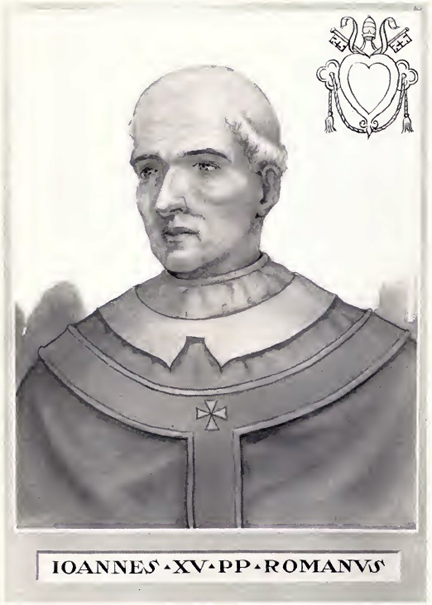
Le pape Jean XV.

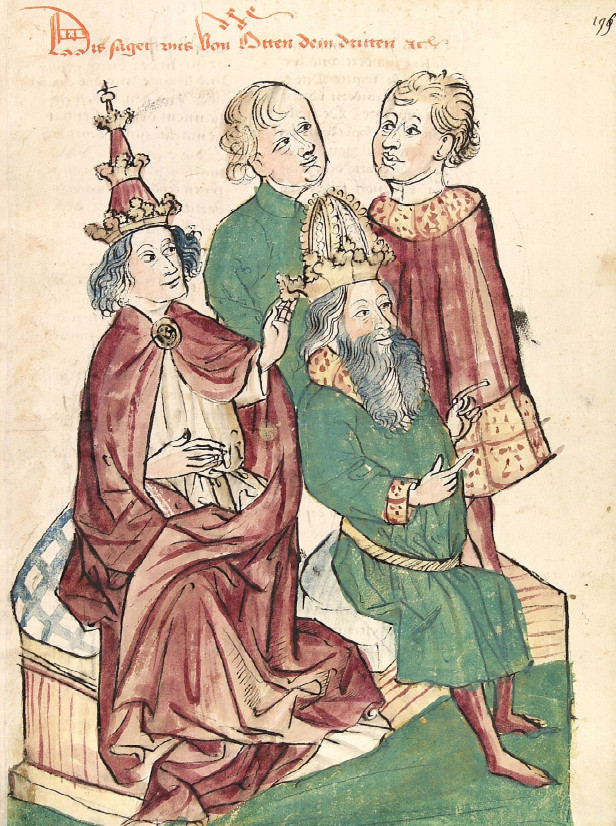
Le pape Grégoire V.

Abbon effectue trois voyages à Rome. Le premier, auprès de Jean XV, qui avait refusé de ratifier le mariage du roi avec Berthe, fut pour obtenir une exemption le soustrayant à la juridiction épiscopale. Il essuya un refus mais en profita pour visiter les antiquités romaines et faire l'acquisition d'étoffes en soie pour son église. Sa découverte des beaux-arts le poussa à son retour à pratiquer le travail des métaux.

Son second séjour a lieu pendant la vacance du siège apostolique après le décès du pape, et le troisième à la demande du roi qui l'envoya comme médiateur auprès du nouveau pape, Grégoire V, pour plaider sa cause. Or le pape s'est réfugié pour l'été dans la vallée de Spolète, il y retient Abbon une semaine et consent à temporiser. Il se forma entre les deux hommes un « commerce épistolaire » dont plusieurs lettres d'Abbon nous sont parvenues. C'est dans sa dernière que se trouvent les célèbres formules Qui addit scientiam, addit et laborem. (Plus on sait, plus on souffre.) et Scientia inflat, charitas vero aedificat. (La science enfle plus que la charité n'édifie.)
Ces séjours à Rome donnèrent à Abbon le désir de devenir biographe des papes et il commence la rédaction d'un Abrégé des vies de quatre-vingt-onze pontifes romains, le dernier étant Grégoire II, mort en 731.

### L'an mille

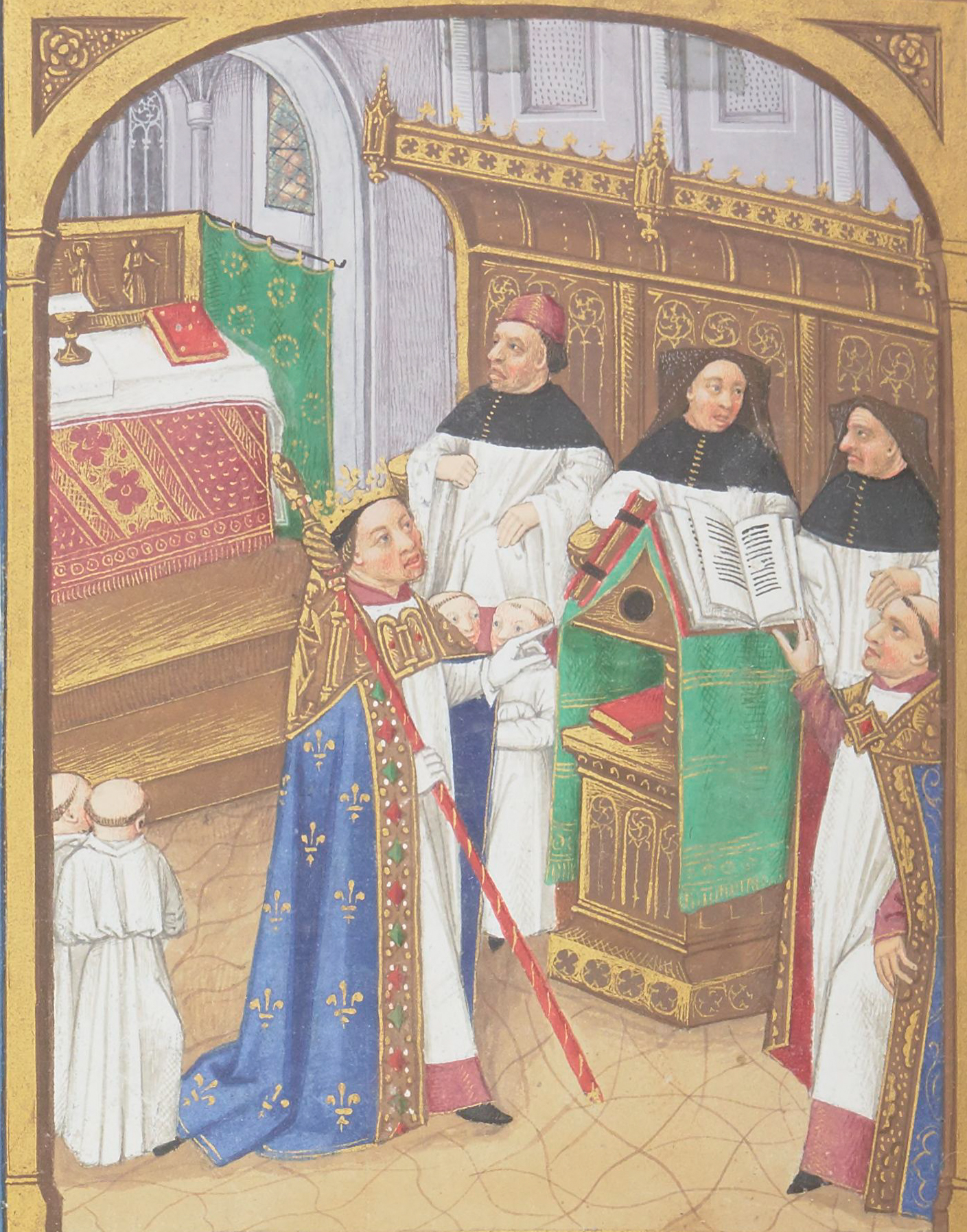
Robert le Pieux à Saint-Denis.

C'est le moment où « les esprits étaient frappés d'une terreur universelle » à l'approche de la fin du monde prévue pour l'an mille. Abbon fut prié d'écrire un livre dénonçant les préjugés des « faux prophètes et la crédulité publique ».
À l’avènement de Robert II le Pieux en 996, Abbon entre à son service et devient un influent conseiller. Sa science et sa sagesse universellement reconnues le firent respecter des grands et des savants, et le rendirent l’arbitre de presque tout ce qui concernait la discipline monastique. 
En 997, il intervient dans l'abbaye de Marmoutier où des moines rebelles veulent contraindre leur abbé à se justifier par l'épreuve du « fer chaud ». Abbon obtient le départ du fauteur de troubles et le remplacement de l'abbé indigne. La même année, il intervient dans l'Abbaye Saint-Mesmin de Micy dont l'abbé avait été obligé de s'enfuir : il « invective les moines acéphales qui persécutent leurs abbés afin de vivre sans supérieurs » et obtient que l'abbé soit rétabli dans sa charge.

Il joue pour la troisième fois le rôle de « paciaire » en 1003 dans l'Abbaye Saint-Père-en-Vallée où un moine n'ayant pas encore reçu la tonsure mais soutenu par le comte Théodbald le trompeur de Blois prend la suite de l'abbé en place, malade.

### Voyages en Aquitaine
Dès sa naissance, le monastère de Squirs au bourg d'Aliard avait été soumis à celui de Fleury. La charte de 977 signée par l'évêque de Bazas et son frère Guillaume Sanche duc de Gascogne, rappelle les liens entre le nouveau monastère de Regula et Fleury après la destruction de l'ancien par les Normands : 

« Nous donnons à perpétuité notre monastère et toutes ses appartenances, savoir : les églises, domaines, manses, vignes, bois, prés, pâturages, moulins, eaux, courants d'eaux, justices... »

— 
.
En 1004, devant le relâchement du comportement des moines, Abbon se rend au monastère pour le réformer ; il s'entretient avec Bernard et Sanche, fils du duc Guillaume et il laisse sur place plusieurs religieux de Fleury pour donner le bon exemple et continuer de ramener les moines à la discipline. Mais, se prévalant du titre de Français, ils méprisaient leurs frères de Gascogne, ces « Romains d'outre-Loir ». Le vieil antagonisme provoqua une violente animosité et les moines francs retournèrent à Fleury. Une seconde équipe fut envoyée par Abbon mais sans succès.
Abbon décide de se lancer dans un second voyage en octobre 1004. Il fait halte à Poitiers et demande l'appui du comte Guillaume pour le prieuré de Salx. Il passe plusieurs jours à l'abbaye Saint-Cyprien pour soutenir l'abbé victime de calomnies. Il visite le monastère de Charroux et celui de Nanteuil-en-Vallée. La petite caravane fait halte à Angoulême puis près du château d'Aubeterre, traverse ensuite l'Isle et s'arrête à Francs. La caravane reprend la route, passe le Dropt et arrive enfin au monastère de La Réole le 9 novembre. Abbon essaie en vain d'apaiser les différends entre les Gascons et les gens de sa suite.

Le 11 novembre, jour de la Saint-Martin, un moine sort du cloître monastique et participe à un banquet ; Abbon le réprimande mais en s'interposant dans une querelle entre les deux camps le 13 novembre 1004 il ne réussit pas à calmer l'émeute ; il est blessé d'un coup de lance au bras gauche et aux côtes et meurt d'une hémorragie.
Il y fut enterré et honoré comme martyr. Les actes du concile de Limoges de l’an 1031, attestent que dès lors son culte fut établi dans plusieurs églises, notamment celles de Fleury et de la Réole.

Aimoin de Fleury son disciple a écrit son histoire, que Jean Mabillon a insérée dans la première partie des actes des saints de l’ordre de Saint Benoît.

Sa fête est célébrée le 13 novembre.

## Écrits

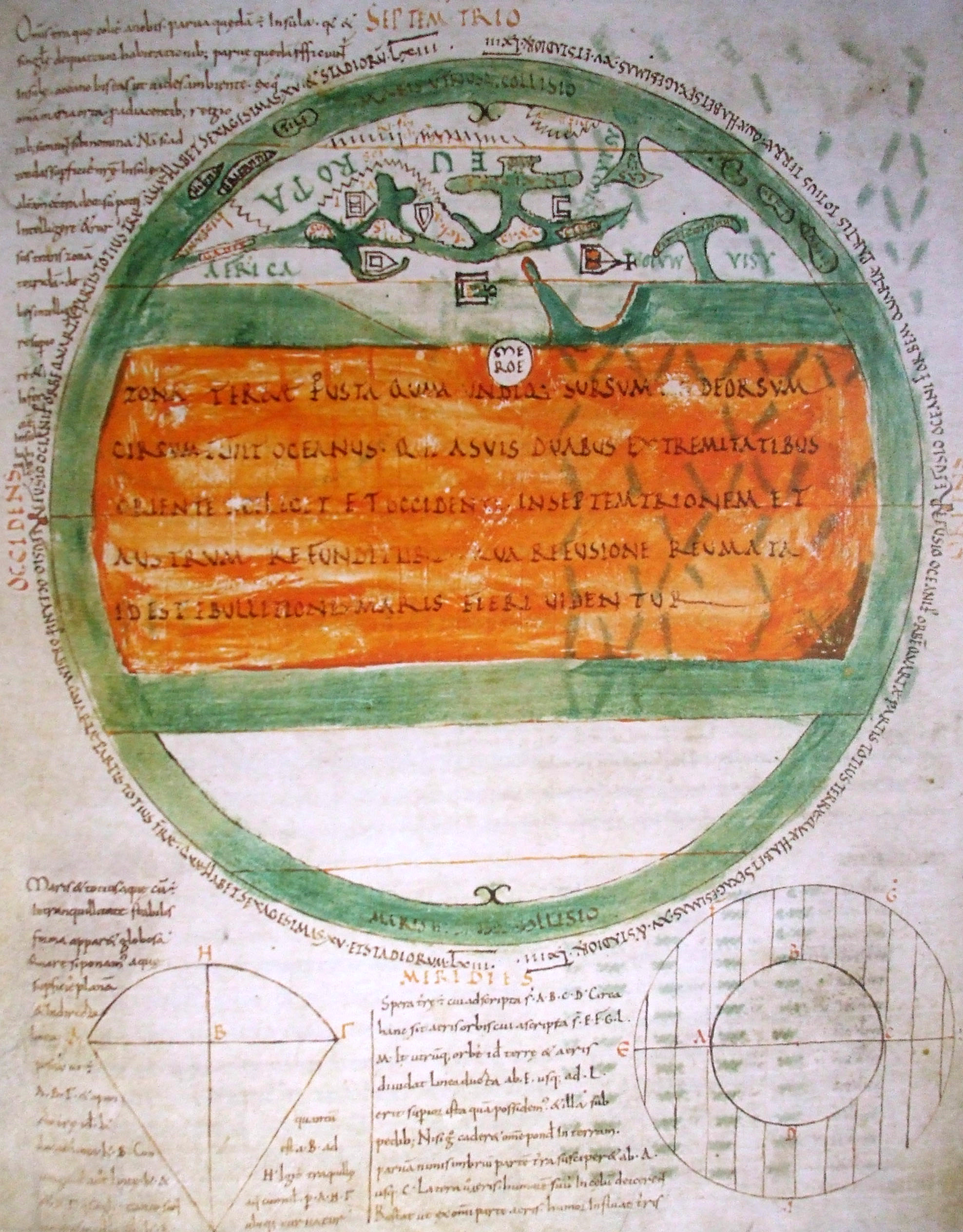
Dessin figurant dans un manuscrit écrit à Fleury. On reconnaît l'Europe, l'Afrique et l'Asie. Jérusalem y est marqué d'une croix et au centre y est inscrit le nom du royaume mythique de Méroé.

Abbon a beaucoup écrit, mais peu de ses écrits nous sont parvenus. Ils sont consignés dans les Acta sanctorum ordinis Sanci Benedicti.
Parmi ces écrits, l'on peut distinguer sa correspondance (en outre, avec le pape et avec le roi Robert), un recueil de canons, un écrit contre une erreur populaire, qui se répandait de son temps, annonçant la fin du monde comme prochaine.On trouve quelques lettres d'Abbon dans le tome X du Recueil des histoires de France par D. Martin Bouquet.
Il a également rédigé un opuscule sur des questions grammaticales, Quaestiones grammaticales, traduit par Jacques Fontaine aux Belles Lettres.
Il est surtout connu pour son Apologie aux rois Hugues et Robert, adressée en 994 à Hugues Capet et à son Fils, Robert II le Pieux, dans laquelle il justifie sa lutte contre les prélats, et en faveur du pape. Cet ouvrage est surtout retenu par la postérité car proposant l'idée d'une séparation tripartite de la société, dans laquelle l'ordre monastique doit prévaloir. Cependant, des historiens ont souligné que Abbon n'était pas l'inventeur de cette tripartition, qui remontait aux temps carolingiens.

## Postérité
En 2004, les villes de La Réole et de Saint-Benoît-sur-Loire ont célébré le millénaire de sa disparition lors de festivités laïques et religieuses. La Réole vit se monter un grand spectacle mêlant théâtre, musique, danse et chant sous la direction de la musicienne Marielle Guillon, ainsi que différents colloques et expositions, et Saint-Benoît-sur-Loire fut spectatrice de nombreuses conférences historiques.